# Otto Kranzbühler (Admiral)

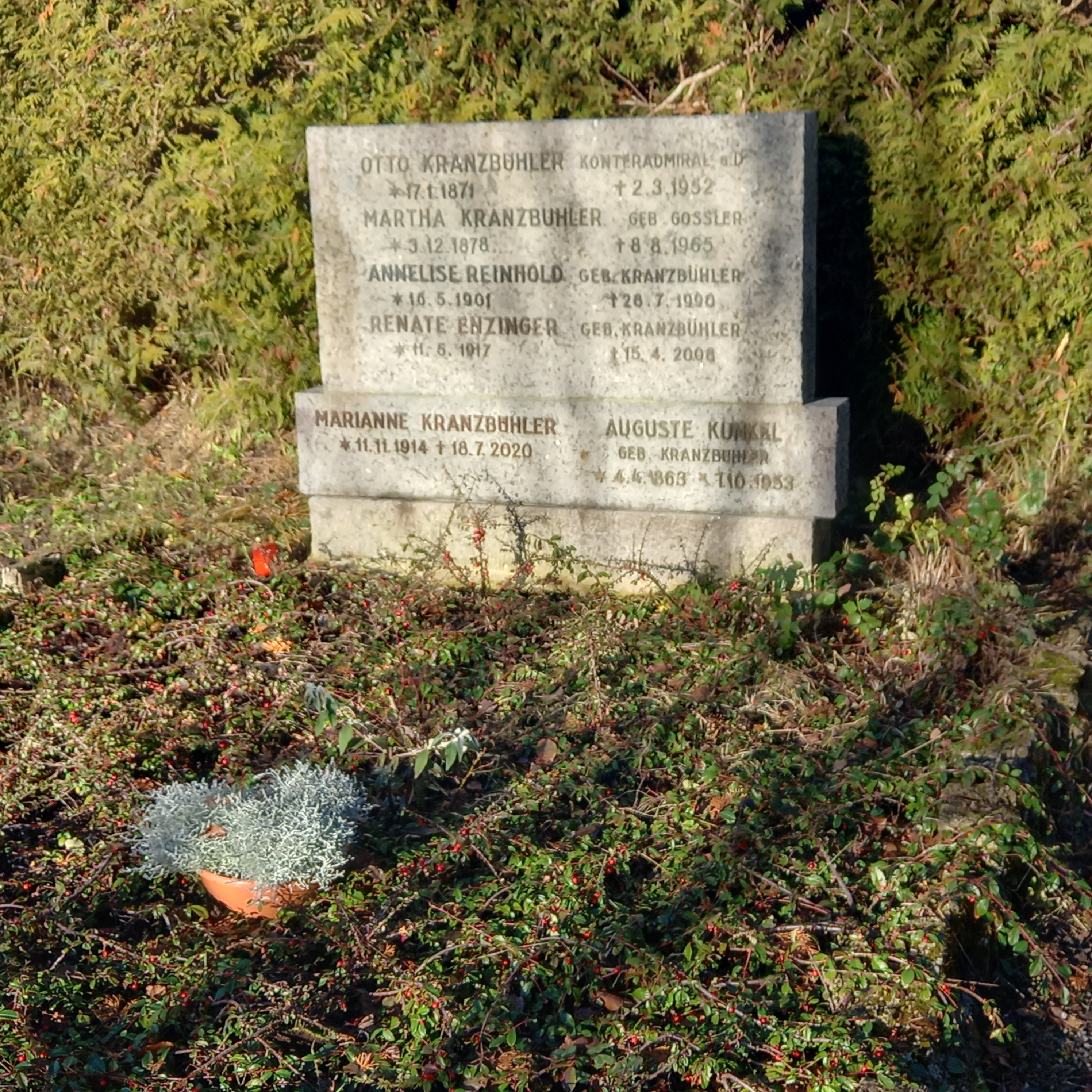
Das Grab von Otto Kranzbühler und seiner Ehefrau Martha geborene Gossler im Familiengrab auf dem Neuen Friedhof Tutzing

Otto Kranzbühler (* 17. Januar 1871 in Neustadt/Pfalz; † 2. März 1952 in Aachen) war ein deutscher Konteradmiral.

## Leben
Otto Kranzbühler trat am 13. April 1888 als Kadett in die Kaiserliche Marine ein. Nach Absolvierung seiner Grundausbildung und dem Besuch der Marineschule avancierte er Mitte Mai 1891 zum Unterleutnant zur See. Er diente ab Oktober 1892 als Kompanieoffizier bei der I. Matrosen-Division und war vom 29. April bis 6. Juli 1893 als Wachoffizier auf dem Aviso Comet. Anschließend kurzzeitig zur Verfügung der II. Marine-Inspektion gestellt, versah Kranzbühler in der Folge Dienst als Wachoffizier auf den Panzerschiffen Württemberg, Heimdall sowie der im Stationsdienst eingesetzten Kaiser. Zwischenzeitlich zum Leutnant zur See aufgestiegen, trat er Anfang August 1896 von Tschifu die Heimreise nach Deutschland an und war kurzzeitig als Adjutant der I. Matrosen-Artillerie-Abteilung tätig. Bereits Anfang Oktober trat Kranzbühler die Ausreise auf dem Dampfer Lulu Bohlen nach Douala an, um auf dem Kanonenboot Habicht Dienst als Wachoffizier zu versehen.
Von April 1909 bis Oktober 1910 war er als Korvettenkapitän (Beförderung am 30. März 1906), später Fregattenkapitän, Kommandant des Kleiner Kreuzers Condor mit welchem er im August 1909 vor Australien operierte. Zum 11. November 1911 wurde er zum Kapitän zur See befördert. Bei Kriegsausbruch kommandierte er von August 1914 bis Juli 1915 das veraltete Linienschiff Kaiser Wilhelm II. Von Juli 1915 bis März 1917 diente er in der Abteilung für Luftfahrwesen im Reichsmarineamt und war zugleich Verbindungsoffizier im Großen Hauptquartier. Als Nachfolger von Konteradmiral Otto Philipp wurde er Mitte April 1917 Befehlshaber der Marinefliegerabteilungen (B.d.Flieg.). Er blieb auch in der Position als im Juli 1917 auf dem B.d.Flieg. der Marine-Flugchef wurde. Am 12. Februar 1919 wurde die Dienststelle aufgelöst.
Nach dem Krieg wurde er in die Reichsmarine übernommen und erhielt am 29. November 1919 den Charakter als Konteradmiral. Am 4. März 1920 wurde er aus der Marine entlassen.
Otto Kranzbühler war ab 21. Juli 1900 mit Martha Luise Gossler (1877–1965) verheiratet und hatte mehrere Kinder. Ein Sohn war der spätere Jurist Otto Kranzbühler (1907–2004).

## Auszeichnungen (Auswahl)
Bis 1918 hatte Kranzbühler u. a. folgende Auszeichnungen erhalten:
- Roter Adlerorden 3. Klasse mit Schleife
- Königlicher Kronen-Orden 2. Klasse mit Schwertern
- Eisernes Kreuz 1. Klasse
- Orden vom Zähringer Löwen, Ritterkreuz 2. Klasse mit Krone
- Bayerischer Militärverdienstorden 3. Klasse mit Krone und Schwertern
- Lippischer Hausorden 4. Klasse
- Albrechts-Orden, Komturkreuz 2. Klasse mit Schwertern